# 島津忠救
島津 忠救（しまづ ただすく）は、江戸時代後期の薩摩藩士。始羅郡重富郷領主。越前島津家17代当主。藩主一門筆頭重富島津家2代当主。

## 経歴
明和元年（1764年）9月19日、薩摩藩主一門重富島津忠紀の長男として生まれる。母は樺山久初の娘お三。明和3年（1766年）6月、忠紀の死去により3歳で家督を相続する。
安永2年（1773年）、藩主島津重豪より鶴江崎下屋敷（別荘）を拝領する。天明元年（1781年）、垂水島津貴澄の娘お道と結婚する。寛政11年（1799年）、下屋敷に藩主島津斉宣が御成（訪問）し、｢領海亭｣と名づける。
享和元年（1801年）11月28日、隠居して家督を忠寛（忠貫）に譲り「鶴遊」と号す。文政10年（1827年）6月10日死去。享年64。
国立歴史民俗博物館所蔵の越前島津家文書に、「島津周防」宛の琉球王尚穆（在位：1752年 - 1794年）の書状が現存しており、周防を名乗った父忠紀か忠救が琉球王と交流を持っていたことがわかる。
2007年に鹿児島大学付属図書館が所蔵する玉里文庫所蔵の誠忠武鑑の裏打ち紙から、忠救に仕えた奥祐筆の日記が発見された。